# 永久磁石同期電動機
永久磁石同期電動機（えいきゅうじしゃくどうきでんどうき、Permanent Magnet Synchronous Motor; PMSM）は、回転子（界磁）に永久磁石（強磁性体）を使用した同期電動機である。この項目では、制御・駆動用の電源回路が別置きのものを記載する。

## 特徴
利点として、次の点があげられる。
- 二次銅損（回転子の銅損）がないため、誘導電動機・電磁石同期電動機などより高効率で小形・軽量化が可能である。
- 整流子・ブラシ・界磁励磁回路・スリップリングがなく、保守が容易である。
- 界磁の損失による温度上昇がないことから、界磁温度上昇に対する保護が不要である。ただし、界磁に使用されている永久磁石がキュリー温度に近づくと保磁力が弱まる。
- 回転速度が電源周波数によって定まり、負荷に応じて変化しないため、速度制御精度が優れている。
- 誘導電動機や電磁石同期電動機に比べ、蓄電池電車や狭軌鉄道の場合に有利。

注意事項として次の点があげられる。
- 商用電源駆動が不可能なため、専用の可変電圧可変周波数制御 (VVVF) インバータが必要である。
- 電動機1台ごとに1台のインバータ（1C1M、すなわち個別制御）が必要である。2in1や4in1としてインバータ装置を集約設置する例もあるが、実態としては電動機の数だけインバータ装置があることに変わりはない。
- 惰行での回転でも常に発電する事から、必要に応じて遮断器を併用する。電気自動車やハイブリッド車ではこれを逆手にとって、通常のエンジン動力車における惰行時のエンジンブレーキ並みの低い減速度で回生する制御をおこなう。運転者がこれをキャンセルさせるために軽くアクセルペダルに足を置く、いわゆる「滑空」と呼ばれるものがある。
- 正弦波駆動のセンサレス制御の場合、直流バスの過電流保護用シャント抵抗の電圧から交流電流を再現し回転子位置をマイクロコントローラにて演算するため、高慣性・高トルク負荷の場合、脱調のため起動不能になる場合がある。
- 矩形波駆動のセンサレス制御の場合、逆起電力を検出することで回転子の位相角を検出するため、検出不能な起動時の位置合わせで逆回転する場合があり、安全上の配慮が必要である。
- ホール素子を用いたセンサーは、高温に弱い。

鉄道車両用分野では、東芝が鉄道総合技術研究所と組む形で積極的に推進している。それまで主流だった誘導電動機よりも効率が改善されているだけでなく、同じく東芝が推進する全閉自冷式構造の採用により、内部冷却のため外気を通す必要がなく電動機内部の清掃が原則不要となる事から、保守性にも優れている。近年、特に高負荷となる加減速を多用する地下鉄や各駅停車専用車向けで製造される車両を中心に導入が進んでいる。また、大韓民国でも同様の理由で採用が進んでおり、東芝との技術提携を結んでいる宇進産電製の車両に積極的に導入されている。

## 分類

### 埋込構造永久磁石同期電動機
埋込構造永久磁石同期電動機 (Interior Permanent Magnet Synchronous Motor) は、界磁に永久磁石を埋め込んだ空げきのある常磁性体を使用することにより、永久磁石によるトルクだけではなく、界磁の磁気抵抗の非対称性によるトルク（リラクタンストルク）をも利用できるものである。高速回転でも磁石が脱落する危険が少ない。IPMモータと呼ばれることもある。

### 表面構造永久磁石同期電動機
表面構造永久磁石同期電動機 (Surface Permanent Magnet Synchronous Motor) は、永久磁石をロータ表面に組み込む形の同期電動機である。SPMモータと呼ばれることもある。磁石の磁束密度を有効に使うことが可能であるが、高速回転では磁石が割れたり、脱落したりする欠点がある。
いずれも専用のインバータと組合わせ、高効率になるような電圧波形で電機子を励磁する。

## 用途
インバータ制御される電動機を持つ各種機器に使用される。これらの機器すべてにおいて使用されているとは限らず、直流電動機や誘導電動機が使用される場合もある。
- 電気自動車・ハイブリッドカー
- エレベーター
- 電車などの鉄道車両
- インバータ駆動の家電製品（エアコン、冷蔵庫、洗濯機など）

鉄道車両用分野では、東芝が主制御装置とセットで積極的に推進していることから、同社と取り引きのある鉄道会社で導入が進んでいる。大韓民国では東芝と技術提携を結んでいる宇進産電が製造した多くの車両で導入が進む。

## 注記
1. ↑  “鉄道車両用永久磁石同期電動機（PMSM）システム” (PDF).   東芝. 2016年6月29日閲覧。
2. ↑  永久磁石同期機を用いた全閉形主電動機、鉄道総合技術研究所
3. ↑  “韓国で永久磁石同期電動機を採用した車両が運行開始－30％以上の消費電力量を削減－ | ニュースリリース | 東芝インフラシステムズ”. www.global.toshiba. 2025年1月11日閲覧。
4. ↑  “韓国ソウル地下鉄新型車両向け主回路電気品の納入完了について ― ソウル地下鉄初の永久磁石同期電動機(PMSM) ―｜東芝インフラシステムズ株式会社”. www.global.toshiba. 2025年1月11日閲覧。
5. ↑  釜山交通公社1000系、ソウル交通公社4000系、5000系、7000系、8000系に採用。釜山交通公社1000系は宇進産電製と一部の現代ロテム製の車両にも採用された。なお、釜山交通公社1000系とソウル交通公社5000系、7000系は東芝が直接納入しているが、ソウル交通公社4000系、8000系は宇進産電がライセンス生産する形で導入した。